# Hadroneura palmeni
Hadroneura palmeni är en tvåvingeart som beskrevs av Lundstrom 1906. Hadroneura palmeni ingår i släktet Hadroneura och familjen svampmyggor. Arten är reproducerande i Sverige. Inga underarter finns listade i Catalogue of Life.